# Trouble Is a Friend
Trouble Is a Friend – drugi singel piosenkarki Lenki wydany 1 września 2009 roku. Utwór pochodzi z jej debiutanckiego albumu Lenka z 2008 roku. Piosenka została użyta w jednym z odcinków serialu Chirurdzy oraz jako utwór tytułowy w serialu Julia.

## Pozycje na listach
| Notowanie                | Max. pozycja |
| ------------------------ | ------------ |
| Niemcy (Singles Chart)   | 65           |
| Norwegia (Singles Chart) | 10           |